# Synecdoche, New York
Synecdoche, New Yorkés una pel·lícula postmoderna de drama psicològic estatunidenca del 2008 escrita i dirigida per Charlie Kaufman en el seu debut com a director. És protagonitzada per Philip Seymour Hoffman com un director de teatre malalt que treballa en una producció escènica cada cop més elaborada i el compromís extrem del qual amb el realisme comença a desdibuixar els límits entre la ficció i la realitat. El títol de la pel·lícula és un joc de paraules entre Schenectady, Nova York, on es desenvolupa gran part de la pel·lícula, i el concepte de sinècdoque, on una part d'alguna cosa representa el conjunt. o viceversa. Ha estat doblada al català.
La pel·lícula es va estrenar en competició al 61è Festival Internacional de Cinema de Canes el 23 de maig de 2008. Sony Pictures Classics va adquirir els drets de distribució dels Estats Units, sense pagar diners però acceptant donar-li als patrocinadors de la pel·lícula una part dels ingressos. Va tenir una estrena limitada als cinemes als EUA. el 24 d'octubre de 2008 i va ser un fracàs comercial en el seu llançament inicial.
La història i els temes de Synecdoche, New York van polaritzar els crítics: alguns la van qualificar de pretensiosa o autoindulgent, però d'altres la van declarar una obra mestra, i Roger Ebert la va classificar com la millor de la dècada. La pel·lícula també va ser nominada a la Palma d'Or al 61è Festival Internacional de Cinema de Canes, i des de llavors ha aparegut en diverses enquestes. de les millors pel·lícules del segle XXI.

## Argument
El director de teatre Caden té síndrome de Cotard i troba que la seva vida es trenca. Pateix nombroses malalties físiques i s'ha alienat cada cop més de la seva dona artista, Adele. Toca fons quan l'Adele el deixa per a una nova vida a Berlín, emportant-se la seva filla de quatre anys, Olive, amb ella.
Després de l'èxit de la seva producció de La mort d’un viatjant, Caden rep inesperadament una beca MacArthur, que li dona els mitjans econòmics per perseguir els seus interessos artístics. Ell decideix utilitzar-lo per crear una peça artística de realisme brutal i honestedat, en la qual pot abocar-se tot ell. Reunint un elenc de conjunt en un enorme magatzem al Theater District de Manhattan, dirigeix una celebració del mundà, instruint el repartiment a viure les seves vides construïdes. A mesura que la maqueta dins del magatzem creix cada cop més mimètica de la ciutat de fora, Caden continua buscant solucions a les seves crisis personals. Està traumatitzat quan descobreix que l'Adele s'ha convertit en una famosa pintora a Berlín i l'Olive està creixent sota la qüestionable orientació de l'amiga d'Adele, Maria. Després d'un intent fallit de aventura amb Hazel (la dona que treballa a la taquilla), es casa amb Claire, una actriu del seu repartiment, i té una filla amb ella. La seva relació fracassa i ell continua la seva incòmoda relació amb Hazel, que ara està casada amb fills i treballa com la seva assistent. Mentrestant, una condició desconeguda està tancant sistemàticament el seu sistema nerviós autònom.
A mesura que passen els anys ràpidament, el magatzem en contínua expansió queda aïllat del deteriorament de la ciutat exterior. Caden s'enterra cada vegada més profundament en la seva magnum opus, desdibuixant la línia entre la realitat i el món de l'obra poblant el repartiment i l'equip amb doppelgängers. Per exemple, Sammy Barnathan interpreta el paper de Caden a l'obra després que Sammy reveli que ha estat seguint obsessivament a Caden durant 20 anys, mentre que l'aparença de Sammy és elegida com a Sammy. L'interès de Sammy per Hazel provoca un renaixement de la relació de Caden amb ella, el que porta a Sammy a suïcidar-se. Poc després que Caden i Hazel finalment es reuneixin, Hazel mor per inhalació de fum a la seva casa que s'està incendiant constantment.
Mentre va contra els límits de les seves relacions personals i professionals, Caden deixa que una actriu assumeixi el seu paper de directora i assumeix el seu paper anterior com a Ellen, la guardià d'Adele. Viu els seus dies a la maqueta de l'apartament d'Adele sota les instruccions del director de substitució mentre es produeix una calamitat inexplicable al magatzem que deixa ruïnes i cossos al seu pas. Finalment, es prepara per a la mort mentre recolza el cap sobre l'espatlla d'una actriu que anteriorment havia interpretat la mare d'Ellen, aparentment l'única persona que encara viu al magatzem. A mesura que l'escena s'esvaeix en gris, Caden comença a dir que ara té una idea de com fer l'obra, quan la veu del director a l'orella el talla amb el seu darrer senyal: "Mori".

## Repartiment
- Philip Seymour Hoffman com a Caden Cotard
- Samantha Morton com a Hazel
- Michelle Williams com a Claire Elizabeth Keen
- Catherine Keener com Adele Lack
- Emily Watson com a Tammy
- Dianne Wiest com a Ellen Bascomb / Millicent Weems
- Jennifer Jason Leigh com a Maria
- Hope Davis com a Madeleine Gravis
- Tom Noonan com a Sammy Barnathan
- Sadie Goldstein com a Olive Cotard
- Robin Weigert com a Olive adulta
- Deirdre O'Connell com a senyora Bascomb
- Jerry Adler com el pare de Caden
- Lynn Cohen com la mare de Caden
- Josh Pais com a oftalmòleg
- Daniel London com a Tom
- Stephen Adly Guirgis com a Davis
- Amy Wright com a agent immobiliari de la casa que crema
- Paul Sparks com a Derek
- John Rothman com a dentista
- Frank Wood com a Doctor en Serveis d'Avaluació
- Elizabeth Marvel com a agent immobiliari de magatzem
- Daisy Tahan com a Ariel
- Cliff Carpenter com a vell
- Amy Spanger com a actriu de sabó infermera
- Nick Wyman com a doctor actor de sabó
- Dan Ziskie com a Leg Tremor Doctor
- Rosemary Murphy com a Frances
- Alvin Epstein com a home amb sang al nas
- Tim Guinee com a actor de Needleman
- Joe Lisi com a Maurice
- Alice Drummond com a actriu que interpreta a Frances
- Michael Higgins com a actor que interpreta a l'home amb hemorràgia nasal
- Christopher Evan Welch com a pastor
- Peter Friedman com a metge d'urgències

## Producció
Sony Pictures Classics es va apropar a Kaufman i Spike Jonze per fer una pel·lícula de terror. Els dos van començar a treballar en una pel·lícula que tractava coses que trobaven aterridores a la vida real en lloc dels típics tòpics de pel·lícules de terror. Aquest projecte va evolucionar cap a Synecdoche. Jonze estava programat per dirigir, però va optar per dirigir Allà on viuen els monstres.

## Recepció crítica
A l'agregador de ressenyes Rotten Tomatoes, la pel·lícula té una puntuació d'aprovació del 69% basada en 195 crítiques, amb una valoració mitjana de 6,80/10. El consens crític del lloc web diu: "L'ambiciós debut com a director de Charlie Kaufman s'esforça de tant en tant per connectar-se, però finalment proporciona una visió fascinant de la ment d'un escriptor". A Metacritic, la pel·lícula té una mitjana ponderada de 67 sobre 100, basada en 34 crítics, que indica "crítiques generalment favorables"". Diversos crítics l’han comparat a la pel·lícula de Federico Fellini de 1963 8½.
A la seva ressenya al Chicago Sun-Times, Roger Ebert va dir: "La vaig veure la primera vegada i sabia que era una gran pel·lícula... el tema de 'Synecdoche, New York' és ni més ni menys que la vida humana i com funciona. Utilitzant un director de teatre neuròtic del nord de l'estat de Nova York, abasta totes les vides i com s'enfronta i falla. Siguis qui siguis." El 2009, Ebert va escriure que la pel·lícula era la millor de la dècada Manohla Dargis. de The New York Times va dir: "Dir que [és] una de les millors pel·lícules de l'any o fins i tot la més propera al meu cor és una resposta tan patètica a la seva ambició creixent que podria i empaquetar-lo ara mateix... Malgrat el seu camí relliscós amb el temps, l'espai i la narrativa i la comprensió controlada del mitjà del Sr. Kaufman, Synecdoche, New York és tant un crit del cor com un crit d’afirmació de la consciència creativa. És extravagantment conceptual, però també està lligada a l'aquí i l'ara." A Los Angeles Times, Carina Chocano va qualificar la pel·lícula de "salvatgement ambiciosa... expansiva, impressionant, esguerradora, frustrant, difícil de seguir i dolorosament, dolorosament trista."
Les crítiques negatives van qualificar la pel·lícula principalment d'incomprensible, pretensiosa, depriment o autoindulgent. Rex Reed, Richard Brody, i Roger Friedman la van qualificar com una de les pitjors pel·lícules del 2008. Owen Gleiberman de Entertainment Weekly va donar a la pel·lícula una D+ i va escriure: "Vaig deixar de trobar cap o peus a Synecdoche, Nova York, però vaig rebre un missatge: la compulsió de quedar-se fora de la pròpia vida i observar-la fins a aquest punt no és el mecanisme de l'art, és l'estructura de la psicosi." El crític de cinema estatunidenc Jonathan Rosenbaum va escriure que "sembla més una il·lustració del seu guió que una pel·lícula en tota regla, que demostra com necessita un Spike Jonze o un Michel Gondry per adonar-se de les seves idees surrealistes."
The Moving Arts Film Journal va classificar la pel·lícula en el lloc 80 de la seva llista de "Les 100 millors pel·lícules de tots els temps". A més, és la pel·lícula número 61 més aclamada del segle XXI segons l'agregador de ressenyes They Shoot Pictures, Don't They?

### Llistes Top-ten
La pel·lícula va aparèixer a les deu millors llistes de la crítica de les millors pel·lícules del 2008. Tant Kimberly Jones com Marjorie Baumgarten de Austin Chronicle la van anomenar la millor pel·lícula de l'any, igual que Ray Bennett de The Hollywood Reporter.
Va aparèixer a 101 llistes "El millor del 2008", i a 20 d'elles la van posar en primer lloc. Entre els que la van situar entre els deu primers hi havia Manohla Dargis de The New York Times, Richard Corliss de Time, Shawn Anthony Levy de The Oregonian, Josh Rosenblatt d'Austin Chronicle, Joe Neumaier del New York Daily News, Ty Burr i Wesley Morris del Boston Globe' , Philip Martin d' Arkansas Democrat-Gazette, Scott Foundas de LA Weekly i Walter Chaw, Bill Chambers i Ian Pugh de Film Freak Central (els tres la van situar al número u).
Roger Ebert del Chicago Sun-Times la va nomenar la millor pel·lícula dels anys 2000. Al Sight & Sound del 2012, quatre crítics la van classificar entre les 10 millors pel·lícules de tots els temps, i Ebert va considerar que la pel·lícula era un fort candidat per la seva pròpia llista. També el 2012, a Time, Richard Corliss el va classificar en setè lloc a la seva llista de les "Més grans pel·lícules del mil·lenni (fins aquí)".
En una enquesta de crítics de la BBC del 2016, Synecdoche, New York es va classificar com la 20a millor pel·lícula del segle XXI.
El 2019, la pel·lícula va ocupar el lloc 7 de l'enquesta de les 100 millors pel·lícules del segle XXI realitzada per The Guardian.

## Premis i nominacions
La pel·lícula va ser nominada pels 7ns Premis de la Visual Effects Society en les categories de "Efectes visuals de suport destacats en una pel·lícula de cinema", "Pintures mates destacades en una pel·lícula cinematogràfica" i "Entorn creat excepcional en una pel·lícula cinematogràfica destacada".

## Influència
Diversos crítics han comparat la pel·lícula amb la sèrie de televisió docu-comèdia estatunidenca The Rehearsal creada per Nathan Fielder.